# Pokój w Schönbrunnie

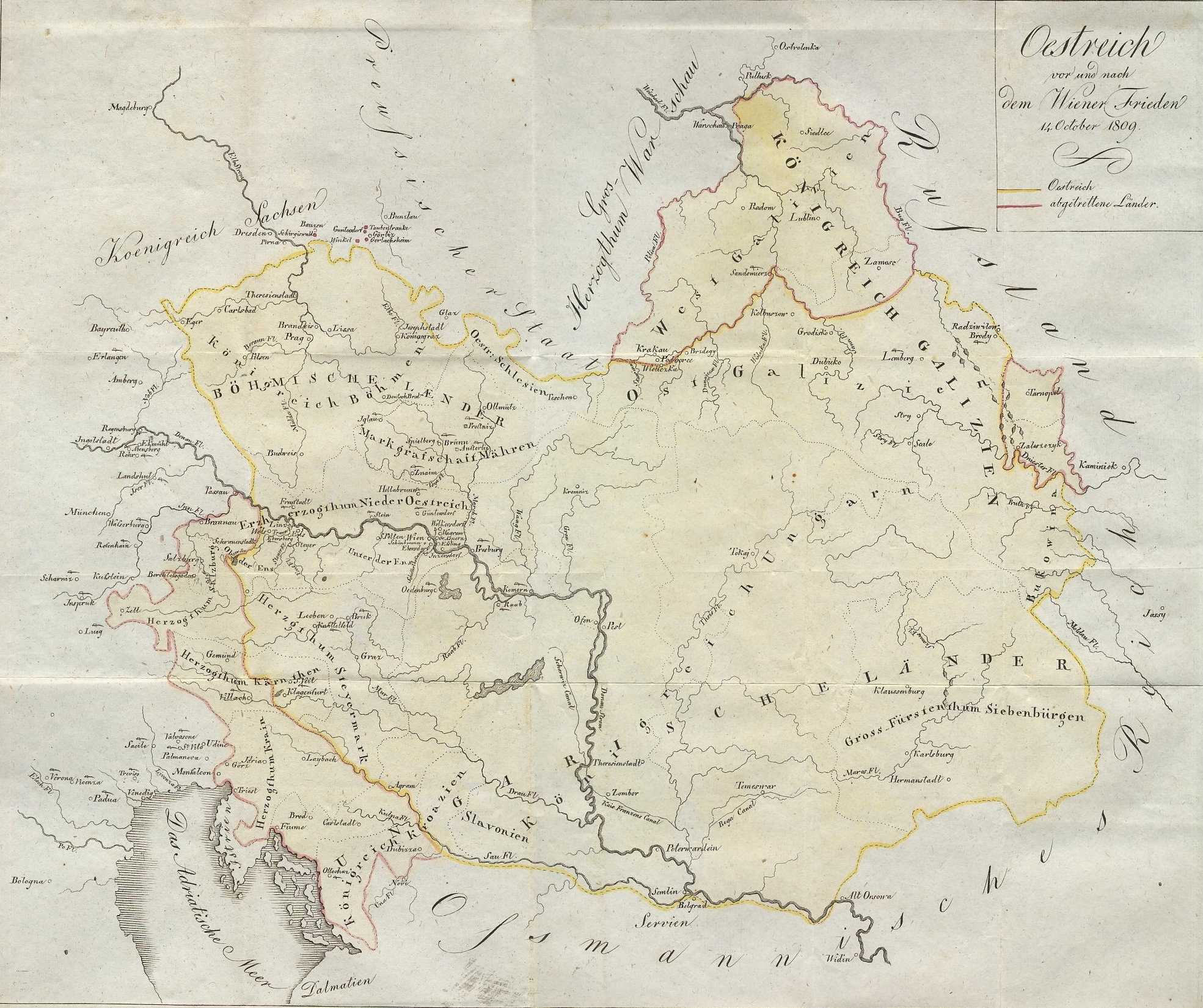
Zmiany terytorialne wskutek pokoju w Schönbrunnie, m.in. przekazanie Nowej Galicji i cyrkułu zamojskiego Księstwu Warszawskiemu

Pokój w Schönbrunnie – traktat podpisany 14 października 1809 pomiędzy Cesarstwem Francuskim a Cesarstwem Austrii w pałacu Schönbrunn w Wiedniu.
Kończył wojnę Francji z V koalicją i będącą jej częścią wojnę polsko-austriacką. Do jego postanowień należało uznanie przez Austrię wszystkich poprzednich podbojów Napoleona. Austria zrzekała się Nowej Galicji (uzyskanej w wyniku III rozbioru Polski) i cyrkułu zamojskiego (uzyskanego w wyniku I rozbioru Polski) na rzecz Księstwa Warszawskiego. Przekazała też Tyrol i Salzburg Bawarii, a Triest i Dalmację na południe od rzeki Sawy oddała Francji (Prowincje Iliryjskie). Austria zmuszona została ponadto do przekazania Rosji okręgu tarnopolskiego. Cesarstwo austriackie uznało też tytuł króla Hiszpanii Józefa Bonaparte. W stanie wojny z Francją pozostała jedynie Wielka Brytania.

## Próba zamachu
Podczas negocjacji w Schönbrunn Napoleon uniknął zamachu na swoje życie. 12 października wyszedł w otoczeniu dostojników z pałacu, by odebrać defiladę wojsk. W pewnej chwili 18-letni Niemiec nazwiskiem Friedrich Staps zażądał rozmowy z Napoleonem, któremu miał jakoby wręczyć petycję, ale spotkał się z odmową cesarskiego adiutanta, generała Jeana Rappa. Wkrótce Rapp zauważył, że Stapss próbuje podejść do Napoleona z drugiej strony, więc kazał go aresztować. Zabranego zrewidowano i znaleziono przy nim kuchenny nóż owinięty rzekomą petycją. Stapss przyznał, że planował zabić cesarza. Napoleon zapytał, czy wyrazi wdzięczność, gdy zostanie ułaskawiony, na co młody Niemiec odpowiedział: „Nie, nadal będę chciał cię zabić”. Napoleon opuścił Wiedeń 16 października, a następnego dnia Stapss został rozstrzelany na tyłach pałacu. Przed egzekucją miał zawołać: „Niech żyje wolność! Niech żyją Niemcy!”.